# Ham-sur-Meuse
Ham-sur-Meuse är en kommun i departementet Ardennes i regionen Grand Est (tidigare regionen Champagne-Ardenne) i nordöstra Frankrike. Kommunen ligger  i kantonen Givet som ligger i arrondissementet Charleville-Mézières. År 2022 hade Ham-sur-Meuse 226 invånare.

## Befolkningsutveckling
Antalet invånare i kommunen Ham-sur-Meuse
Referens: INSEE